# 三角フラスコ (X-ファイルのエピソード)
「三角フラスコ」（原題:The Erlenmeyer Flask）は『X-ファイル』のシーズン1第24話で、1994年5月13日にFOXが初めて放送した。本エピソードは「ミソロジー」に属するエピソードである。本エピソードでは、オープニングのスローガンが「TRUST NO ONE」（誰も信じるな）となっている。なお、本エピソードはR・W・グッドウィンの監督デビュー作品となった。
本エピソードではシリーズを通して展開される「ミソロジー」の主要要素（遺伝子実験、政府の陰謀、エイリアンの有毒の血液(緑色)、人間とエイリアンの混血種、高い能力を持つ暗殺者）が初めて展開された。 

## スタッフ
- 監督：R・W・グッドウィン
- 脚本：クリス・カーター

## キャスト

### レギュラー
- デイヴィッド・ドゥカヴニー - フォックス・モルダー特別捜査官
- ジリアン・アンダーソン - ダナ・スカリー特別捜査官

### ゲスト
- ジェリー・ハーディン - ディープ・スロート
- ウィリアム・B・デイヴィス - シガレット・スモーキング・マン
- リンゼイ・ギンター - クルー・カット・マン
- サイモン・ウェッブ - ウィリアム・セカーレ博士
- ケン・クレイマー - テレンス・ベルーブ博士
- アン・デ・サルヴォ - アン・カーペンター博士

## ストーリー
メリーランド州アーディスで、海岸沿いでパトカーと逃走車によるカーチェイスが行われていた。逃走車の運転手（ウィリアム・セカーレ博士）はパトカーに追い詰められると、警官に殴り掛かった。警官はセカーレ博士を銃で撃ち、博士は水中に飛び込んだ。警察は博士の死体を探したが発見することはできなかった。しかし、博士のものと思われる緑色の血液は現場に残っていた。
ディープ・スロートはモルダーに「セカーレ博士の事件こそ真実を明かすうえで重要な意味を持つ事件である」と言った。言われた通りに、モルダーとスカリーは調査を開始し、テレンス・ベルーブ博士のもとを訪れた。ベルーブ博士はゲイザースバーグの研究所で働いており、セカーレ博士が運転していた自動車の所有者でもあった。その夜、ディープ・スロートがモルダーを訪ねてきた。モルダーはどこから手をつければいいのか分からず、捜査に乗り気ではなかったが、ディープ・スロートは捜査を続行するように言う。その頃、ベルーブ博士はクルー・カット・マンに殺された。クルー・カット・マンは博士の死を自殺に見せかける工作までした。
2人が現場を捜査していると、モルダーが「純潔種支配」とラベルを張られた三角フラスコを発見する。スカリーはそのフラスコをジョージタウン大学のアン・カーペンター博士のラボにもっていき、内容物の分析を依頼した。その頃、モルダーはベルーブ博士の自宅を訪れ、貯蔵施設のカギを発見した。そんなとき、セカーレ博士がベルーブ博士の自宅に電話をかけてきた。モルダーはベルーブ博士に成りすましてその電話を受け取った。セカーレは水中に3日間いて、負傷しているという。クルー・カット・マンは2人の会話を盗聴していた。セカーレ博士は自分の居場所を告げる前に貧血で倒れてしまう。倒れていたセカーレ博士は救急車に乗せられ減圧処置を受けた。その最中に博士の体から毒ガスが放出された。意識を取り戻した博士は救急車から逃げ出した。
モルダーは貯蔵施設を訪れ、そこで水槽の中で5人の人間が生きている様子を目撃する。施設から出る途中で自警備員に見つかったが、無事に逃げ切ることができた。
カーペンター博士の分析の結果、フラスコの内容物は地球上には存在しないバクテリアのサンプルであったことが判明する。モルダーとスカリーは再度貯蔵施設を訪れるが、施設の設備はすでに撤去されていた。そこへディープ・スロートがやって来て、「ベルーブ博士は地球外のウィルスを人間に投与していた。6人の末期患者がその実験の被験者となり、全員回復した。6人を殺せという命令が出ると、ベルーブ博士はセカーレ博士の逃走を手助けした。」と伝える。
スカリーはカーペンター博士とその家族が自動車事故で亡くなったことを知る。モルダーはベルーブ博士の自宅を訪れ、クルー・カット・マンに殺されたセカーレ博士の死体を発見する。モルダーはセカーレ博士の体から放出された毒ガスを浴びて意識を失ってしまった。モルダーは何者かに捕らえられる。モルダーのアパートの外で、ディープ・スロートはスカリーに会い、「モルダーの身柄を取り返せるかもしれない。」と言った。彼はスカリーにとある施設に入るための許可証を渡す。そこへ行ったスカリーは、液体窒素の中に保管されたエイリアンの胎児を目の当たりにする。ディープ・スロートはエイリアンの胎児とモルダーの身柄の取引をクルー・カット・マンに持ち掛けるも、胎児を受け取ったクルー・カット・マンに銃撃された。クルー・カット・マンはモルダーを車から投げ出して、その場から走り去った。スカリーはディープ・スロートの下に駆け寄ったがすでに虫の息だった。ディープ・スロートは「誰も信じるな。」と言い残して息絶えた。
数週間後、意気消沈するモルダーとスカリーにX-ファイル課の閉鎖が通達される。その頃、シガレット・スモーキング・マンは入手したエイリアンの胎児をペンタゴンの巨大倉庫に収める。

## 製作

### 構想
クリス・カーターはシリーズの主題である「ミソロジー」を確固たるものにしようとしていた。カーターは「我々は政府の様々な陰謀を描き出した。ついには単なる空飛ぶ円盤についての話を超えるまでになった。」「三角フラスコの中身が地球外のものであったと聞かされた瞬間はスカリーにとって決定的な意味を持つ瞬間だった。」と語っている。
セカーレ博士の体から毒ガスが発せられるという設定はグロリア・ラミレズの一件から思いついたものである。この設定は本エピソード以降の「ミソロジー」でも使用され、重要な要素となった。
ディープ・スロートを劇中で殺したのは、視聴者に「モルダーとスカリー以外の人間は殺されたり死んだりすることがある」と印象付けるためであった。X-ファイル課の閉鎖に伴って、モルダーとスカリーが別行動になったのは、スカリーを演じるジリアン・アンダーソンの妊娠に配慮したためでもあった。FOXは当初、X-ファイル課の閉鎖に反対だったが、説得の末に了承した。また、本エピソードの終わり方はシーズン1第1話の「序章」の終わり方を意識したものになっている。

### 撮影
冒頭のカーチェイスのシーンはバンクーバー北部の稼働していない造船所で撮影された。普段の撮影場所からかなり離れた場所だったが、ロケ地として完璧だと判断したグッドウィンの意向でその造船所での撮影が決まった。モルダーとスカリーがベルーブ博士を訪ねるシーンではサルが一斉にわめくように調教するのに苦労したという。また、モルダーが水槽の中でも生きられる人間を発見した倉庫の住所は「1616 パンドラ」である。この住所には、モルダーがパンドラの箱を開けてしまったという意味が込められている。
セカーレ博士が水中から浮き上がってくるシーンはCGで作られた。博士を演じるサイモン・ウェッブは水面の上にクレーンで釣り上げられ、水中に入れられた。しかし、タイミングが合わず再撮影が行われた。なお、このとき、製作チームはウェッブが水恐怖症であることを知らなかったという。スカリーがエイリアンの胎児を液体窒素の中から取り出すシーンはテスト撮影の段階ではうまくいった。しかし、撮影用の照明が発する熱のために、本番の撮影がなかなか成功しなかった。光を当てる角度を試行錯誤することで、何とか撮影することができた。

## 評価
1994年5月13日、FOXは本エピソードを初めてアメリカで放映し、1400万人の視聴者（830万世帯）を獲得した。本エピソードはシーズン1のエピソードの中でも最多の視聴者数を獲得した。
本エピソードは批評家から高い評価を受けた。ジョン・キーガンは本エピソードに10点満点で9点という評価を下し、「シーズン1を完璧に締めくくった。」「ミソロジーの導入部としてもいい。」と述べている。『ダラス・モーニングニュース』は「恐怖のあまり視聴者が凍り付くような場面と陰謀論が展開される場面が同時に展開されている。」と述べている。『エンターテインメント・ウィークリー』は「ディープ・スロートが殺されたことで、モルダーやスカリーといった登場人物たちが生身の人間であると印象付けられた。」と述べている。
本エピソードは製作スタッフからも高い評価を受けている。クリス・カーターは「「三角フラスコ」はシリーズに恐怖感を取り戻させてくれるエピソードだった。僕たちがやりたかったX-ファイル課の閉鎖も盛り込めた。このエピソードを見た人たちはショックを受けたと思うよ。」と述べている。グッドウィンは「「三角フラスコ」で経験したことのすべてが僕にとっては初めてのものばかりだった。演技指導や撮影なんかのことだ。このエピソードでベストを尽くさなかったものなんてないよ。スタッフや俳優のみんなは優れた人ばかりだったので、心から信頼して仕事ができたよ。」と振り返っている。
本エピソードはエドガー賞のテレビシリーズ部門にノミネートされたが、受賞には至らなかった。